# Mchichira
Mchichira è una circoscrizione rurale (rural ward) della Tanzania situata nel distretto di Tandahimba, regione di Mtwara. Conta una popolazione di 5 636 abitanti (censimento 2012).